# Borborillus frigipennis
Borborillus frigipennis är en tvåvingeart som först beskrevs av Arnold Spuler 1925.  Borborillus frigipennis ingår i släktet Borborillus och familjen hoppflugor.
Artens utbredningsområde är Florida. Inga underarter finns listade i Catalogue of Life.